# Medetera ghesquierei
Medetera ghesquierei är en tvåvingeart som beskrevs av Grichanov 1999. Medetera ghesquierei ingår i släktet Medetera och familjen styltflugor. Inga underarter finns listade i Catalogue of Life.